# Cherif Ndiaye
Pape Cherif Ndiaye (23 januari 1996) is een Senegalese professionele voetballer die voor de Servische SuperLiga club Rode Ster Belgrado en de Senegalese nationale voetbalploeg speelt.

## Clubcarrière
Ndiaye kwam van de Senegalese club Grand Yoff FC naar Waasland-Beveren. Hij maakte zijn debuut voor Waasland-Beveren in een 1-0 nederlaag op 21 januari 2017 tegen K.V. Oostende.

### Carrière in Turkije
Ndiaye speelde in Turkije voor de teams Göztepe (seizoenen 2020-21, 2021-22) en Adana Demirspor (seizoenshelft 2022-23, 2023). Na zijn vertrek naar China, SH Port, keerde Ndiaye op 28 januari 2023 terug naar Turkije, uitgeleend aan Adana Demirspor met een optie tot koop. Hij presteerde goed door 4 doelpunten te scoren in 6 wedstrijden voor Adana Demirspor in de kwalificatierondes van de UEFA Europa Conference League in het seizoen 2023-24. De koopoptie werd uitgeoefend op 1 juli 2023.

### Rode Ster Belgrado
Nadat Adana Demirspor zich niet kwalificeerde voor de UEFA Conference League, bleef Ndiaye's uitstekende seizoensstart niet onopgemerkt. In de laatste minuten van 4 september tekende Ndiaye een driejarig contract, met een optie voor nog een jaar, bij UEFA Champions League-deelnemer Rode Ster Belgrado, een transfer ter waarde van € 4 miljoen, samen met de Koreaan Hwang In-beom. In zijn nieuwe team maakte hij zijn debuut in de UEFA Champions League tegen Manchester City. Zijn eerste doelpunt in die competitie was tegen Young Boys op 4 oktober 2023. Op 23 september 2024 scoorde hij een hattrick in de Eeuwige derby tegen Partizan Belgrado en werd daarmee de eerste speler in 56 jaar die dit deed, sinds Stevan Ostojić op 17 november 1968.

## Internationale carrière
Ndiaye maakte zijn debuut voor het nationale elftal van Senegal op 6 juni 2024 in een WK-kwalificatiewedstrijd tegen DR Congo in het Olympisch Stadion Diamniadio. Hij verving Nicolas Jackson in de 90e minuut, waarna de wedstrijd op een 1-1 gelijkspel eindigde.

## Carrière-statistieken
| Club                   | Seizoen         | Liga                     | Liga   | Liga  | Nationale beker | Nationale beker | Continental | Continental | Other  | Other | Total  | Total |
| Club                   | Seizoen         | Divisie                  | Wedstr | Doelp | Wedstr          | Doelp           | Wedstr      | Doelp       | Wedstr | Doelp | Wedstr | Doelp |
| ---------------------- | --------------- | ------------------------ | ------ | ----- | --------------- | --------------- | ----------- | ----------- | ------ | ----- | ------ | ----- |
| Waasland-Beveren       | 2016–17         | Belgische Eerste Klasse  | 3      | 0     | 0               | 0               | —           | —           | 1      | 0     | 4      | 0     |
| Waasland-Beveren       | 2017–18         | Belgische Eerste Klasse  | 4      | 0     | 0               | 0               | —           | —           | 4      | 1     | 8      | 1     |
| Waasland-Beveren       | 2018–19         | Belgische Eerste Klasse  | 1      | 0     | 0               | 0               | —           | —           | 0      | 0     | 1      | 0     |
| Waasland-Beveren       | Total           | Total                    | 8      | 0     | 0               | 0               | —           | —           | 5      | 1     | 13     | 1     |
| Gorica                 | 2018–19         | Kroatische Eerste Klasse | 17     | 8     | 0               | 0               | —           | —           | —      | —     | 17     | 8     |
| Gorica                 | 2019–20         | Kroatische Eerste Klasse | 33     | 7     | 3               | 4               | —           | —           | —      | —     | 36     | 11    |
| Gorica                 | 2020–21         | Kroatische Eerste Klasse | 2      | 0     | 0               | 0               | —           | —           | —      | —     | 2      | 0     |
| Gorica                 | Total           | Total                    | 52     | 15    | 3               | 4               | —           | —           | —      | —     | 55     | 19    |
| Göztepe (loan)         | 2020–21         | Süper Lig                | 39     | 10    | 1               | 2               | —           | —           | —      | —     | 40     | 12    |
| Göztepe                | 2021–22         | Süper Lig                | 30     | 10    | 3               | 2               | —           | —           | —      | —     | 33     | 12    |
| Shanghai Port          | 2022            | Chinese Super League     | 24     | 9     | 1               | 0               | —           | —           | —      | —     | 25     | 9     |
| Adana Demirspor (loan) | 2022–23         | Süper Lig                | 12     | 8     | 0               | 0               | —           | —           | —      | —     | 12     | 8     |
| Adana Demirspor        | 2023–24         | Süper Lig                | 2      | 1     | 0               | 0               | 6           | 4           | —      | —     | 8      | 5     |
| Red Star               | 2023–24         | Servische Superliga      | 28     | 11    | 5               | 3               | 6           | 1           | —      | —     | 39     | 15    |
| Red Star               | 2024–25         | Servische Superliga      | 29     | 18    | 0               | 0               | 10          | 2           | —      | —     | 39     | 20    |
| Red Star               | Totaal          | Totaal                   | 57     | 29    | 5               | 3               | 16          | 3           | 0      | 0     | 77     | 35    |
| Carrière-totaal        | Carrière-totaal | Carrière-totaal          | 224    | 82    | 13              | 11              | 22          | 7           | 5      | 1     | 264    | 101   |

1. ↑  Includes Croatian Football Cup, Turkish Cup, Chinese FA Cup, Serbian Cup
2. ↑  Appearances in UEFA Europa Conference League
3. 1 2  Appearances in UEFA Champions League

## Prijzen
Red Star Belgrade
- Servische SuperLiga: 2023–24, 2024–25
- Servische Cup: 2023–24, 2024–25

Individueel
- Servische SuperLiga Topscorer: 2024–25